# Zombie Ass
Zombie Ass (ゾンビアス?, Zonbi asu) è un film del 2012 diretto da Noboru Iguchi.

## Trama
Nel tentativo di salvare la figlia affetta da un male incurabile, uno scienziato si serve di una specie di parassita alieno che, una volta insediatosi all'interno del corpo della vittima, provoca flatulenze e finisce per prendere il controllo delle facoltà mentali degli infetti. Nel frattempo, devastata dalla perdita della sorella, suicidatasi in seguito a dei casi di bullismo, la studentessa e karateka Megumi accompagna un gruppo di amici in una scampagnata nei boschi: Aya e il suo ragazzo tossicodipendente Take, l'insicuro Naoi e l'aspirante modella Maki.
Proprio l'ossessione per le diete di quest'ultima la porta a ingerire un verme parassita estratto dalle interiora di un pesce, nella convinzione che questo possa aiutarla a mantenere una linea perfetta. Come il parassita inizia a deporre uova nel suo stomaco, Maki è tuttavia costretta a recarsi alla toilette in cerca di sollievo; lì viene attaccata da un'orda di zombi, che in poco tempo raggiunge anche il resto del gruppo. Megumi e compagni, dopo un estenuante combattimento, vengono portati in salvo dal dottor Tanaka, che offre loro un rifugio per la notte.
Dopo essersi rifocillati con un piatto di pasta, che successivamente si rivela essere infetto, anche Megumi e gli altri iniziano ad accusare forti dolori allo stomaco, mentre Take muore a causa dell'infezione procurata dal morso di uno zombi. In cerca di un bagno, Megumi viene a conoscenza del diabolico piano ordito dal dottor Tanaka: in cambio della sopravvivenza di sua figlia Sachi, egli permette ai parassiti di proliferare, procurando loro le vittime da infettare e trasformare in zombi.
Mentre Aya e Naoi si danno alla fuga, Megumi si impossessa dell'antidoto usato dallo scienziato per curare Sachi. I due tuttavia vengono uccisi dagli zombi, mentre Megumi ingaggia una battaglia all'ultimo sangue con Sachi. Seppure infettata dal parassita, Megumi riesce ad avere la meglio, sconfiggendo grazie all'antidoto anche la forma aliena di Maki. Una volta in salvo, Megumi ingurgita una dose dell'antidoto che aveva tenuto per sé; sulla via di casa ella si imbatte nel dottor Tanaka, di cui si libera definitivamente con un colpo di karate.

## Distribuzione
Commedia zombie a tinte splatter e carica di riferimenti scatologici, la pellicola ha debuttato al Fantastic Fest di Austin nel settembre 2011. Nelle sale giapponesi è uscita il 25 febbraio 2012.